# Paul
För andra betydelser, se Paul (olika betydelser).

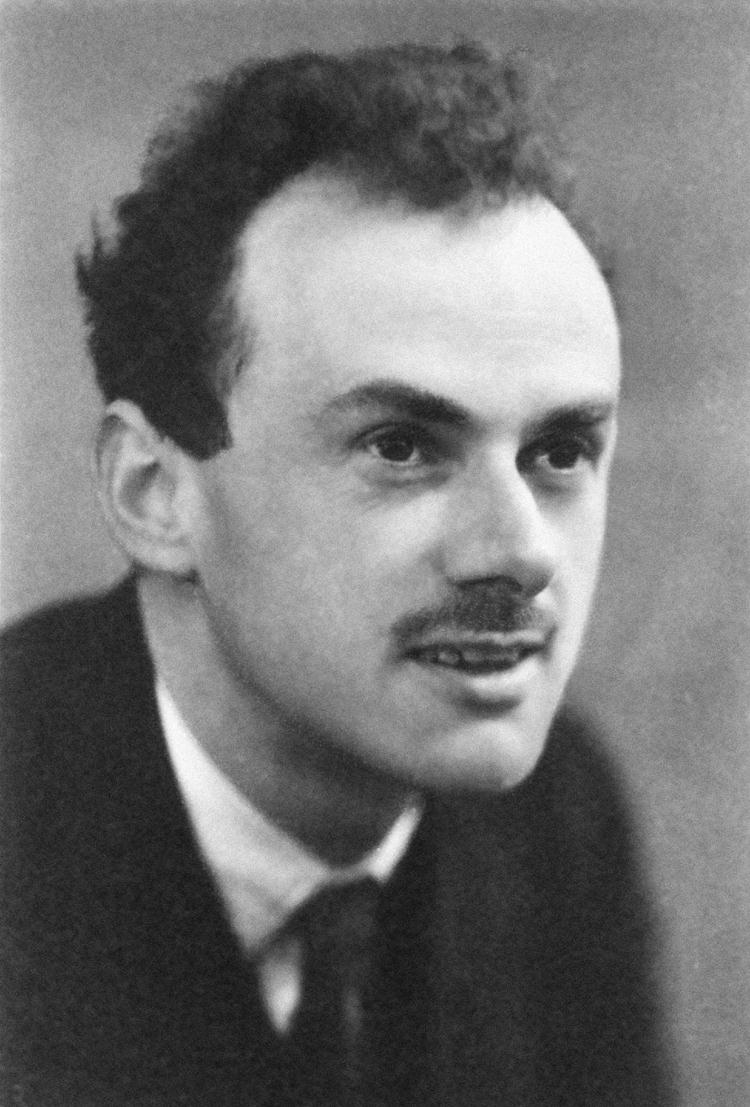
Paul Dirac.

Paul är ett mansnamn, en kortform av Paulus, med betydelsen den lille eller den ringe. Namnet Paul, som använts i Sverige sedan 1600-talet. 
Pål är en skandinavisk variant som främst använts i Skåne och Jämtland och Pablo är den spanska motsvarigheten. En annan svensk variant är Povel. Poul är en dansk variant av namnet. Namnet tar formerna Paolo på italienska, Pavel på ryska, Pawel på polska, Pál på ungerska och Paulo på portugisiska. En kvinnlig variant är Paula eller Paola. 
Namnet var ganska vanligt på 1980-talet, men därefter har trenden varit nedåtgående.
31 december 2005 fanns det totalt 18 784 personer i Sverige med namnet Paul, varav 6 787 med det som tilltalsnamn. Det fanns vid samma tidpunkt 1007 personer med namnet Pål, varav 589 med det som tilltalsnamn.
År 2003 fick 149 pojkar namnet, varav 13 fick det som tilltalsnamn.
Namnsdag: 25 januari. (1986-1992 hade Pål sin namnsdag 22 maj). I den finlandssvenska namnsdagslängden har Paul namnsdag 25 januari sedan 1929, då en egen namnsdagskalender togs i bruk för finlandssvenskar.

## Personer med namnet Paul, Pål eller Poul
- Paul I av Ryssland, rysk tsar
- Paul Abraham, ungersk musiker och kompositör
- Paul Andersson, svensk poet
- Paul Anka, kanadensisk-amerikansk musiker och skådespelare
- Paul Thomas Anderson, amerikansk filmregissör
- Paul Auster, amerikansk författare
- Paul Britten Austin, brittisk författare, litteraturforskare, översättare
- Paul Barras, fransk greve och militär
- Jean-Paul Belmondo, fransk skådespelare
- Paul Berg (kemist), amerikansk nobelpristagare
- Paul U. Bergström, svensk affärsman, grundare av PUB
- Paul Boateng, brittisk parlamentsledamot
- Paul Bowles, amerikansk författare och kompositör
- Paul D Boyer, amerikansk nobelpristagare i kemi 1997
- Paul Blobel, tysk SS-officer
- Paul Breitner, tysk fotbollsspelare
- Paul Broca, fransk kirurg
- Paul Bunyan, legendarisk amerikansk skogshuggare och jätte
- Paul Celan, rumänsk tyskspråkig poet
- Paul Cézanne, fransk konstnär
- Paul Claudel, fransk författare
- Paul J Crutzen, nederländsk ingenjör, meteorolog och kemist, mottagare av Nobelpriset i kemi 1995
- Paul Deschanel, fransk president
- Paul Dirac, brittisk nobelpristagare i fysik 1933
- Paul Doumer, fransk president 1931-1932
- Paul Ehrlich, tysk forskare i medicin, mottagare av Nobelpriset i fysiologi eller medicin 1908
- Paul Éluard, fransk poet
- Paul Elvstrøm, dansk seglare
- Paul Erdős, ungersk matematiker
- Paul Henri d'Estournelles de Constant, fransk diplomat och politiker, mottagare av Nobels fredspris 1909
- Pål Arne Fagernes, norsk friidrottare
- Paul Feyerabend, tysk filosof
- Paul Flory, amerikansk kemist, mottagare av Nobelpriset i kemi 1974
- Paul Frommelt, liechtensteinsk alpin skildåkare
- Paul Gascoigne, engelsk fotbollsspelare
- Paul Gauguin, fransk konstnär
- Paul Genberg, biskop, ledamot av Svenska akademien
- Jean Paul Getty, amerikansk industriman
- Paul Gray, amerikansk musiker
- Paul Greengard, amerikansk biolog, mottagare av Nobelpriset i fysiologi eller medicin 2000
- Poul Hartling, dansk statsminister 1973–1975
- Paul Hewson, artistnamn Bono, irländsk rockmusiker
- Paul Heyse, tysk författare, mottagare av Nobelpriset i litteratur 1910
- Paul Hindemith, tysk kompositör
- Paul von Hindenburg, tysk generalfältmarskalk och president
- Pål Hollender, svensk konstnär och filmare
- Pål Jonson, svensk moderat politiker, försvarsminister 2022–
- Paul Karrer, schweizisk kemist, mottagare av Nobelpriset i kemi 1937
- Paul Klee, schweizisk konstnär
- Paul Landers, tysk musiker
- Paul Langerhans, tysk patolog som beskrev Langerhans öar
- Paul Pierre Lévy, fransk matematiker
- Jean Paul Marat, ledare för franska revolutionen
- Sir Paul McCartney, brittisk musiker, medlem i The Beatles
- Pål Gunnar Mikkelsplass, norsk längdskidåkare
- Paul Modrich, amerikansk biokemist, nobelpristagare i kemi 2015
- Paul Hermann Müller, schweizisk kemist, mottagare av Nobelpriset i fysiologi eller medicin 1948
- Paul Newman, amerikansk skådespelare
- Paul Nurse, brittisk biokemist, mottagare av Nobelpriset i fysiologi eller medicin 2001
- Poul Nyrup Rasmussen, dansk politiker (S), statsminister 1993–2001
- Paul Oldfield, brittisk pruttkonstnär, mest känd under artistnamnet Mr. Methane
- Paul Ottosson, svensk ljudtekniker
- Jean-Paul Pierrat, fransk längdskidåkare, vasaloppsvinnare
- Paul Pogba, fransk fotbollsspelare
- Paul Poss, svensk jurist
- Paul Potts, engelsk musiker
- Paul Rader, Frälsningsarméns 15:e general
- Paul von Rennenkampf, rysk general
- Paul Revere,  amerikansk silversmed, varnade för brittiska armén under amerikanska revolutionen
- Paul Reynaud, fransk politiker
- Paul Ricœur, fransk filosof
- Paul Ritter, brittisk skådespelare
- Paul Robeson, amerikansk sångare (basbaryton) och skådespelare
- Paul Robinson, engelsk fotbollsspelare
- Peter Paul Rubens, nederländsk konstnär
- Paul Sabatier (kemist), fransk kemist, mottagare av Nobelpriset i kemi 1912
- Paul Sabatier (historiker), fransk kyrkohistoriker
- Paul "Paljett" Sahlin, svensk musiker
- Paul Samuelson, amerikansk ekonom, mottagare av Sveriges Riksbanks pris i ekonomisk vetenskap till Alfred Nobels minne 1970
- Jean-Paul Sartre, fransk filosof och författare, tilldelad Nobelpriset i litteratur 1964 men tog ej emot det
- Poul Schlüter, dansk politiker (Konservative Folkeparti), statsminister 1982–1993
- Paul Signac, fransk konstnär
- Paul Simon, amerikansk musiker
- Pål Skjønberg, norsk skådespelare
- Paul Stanley, amerikansk musiker
- Noel Paul Stookey, medlem i sånggruppen Peter, Paul and Mary
- Poul Ströyer, danskfödd svensk konstnär och karikatyrtecknare
- Paul Tilly, svensk TV-personlighet
- Pål Tyldum, norsk längdskidåkare
- Paul Verhoeven, nederländsk filmregissör
- Paul Verlaine, fransk poet
- Pål Waaktaar, norsk musiker, tidigare medlem av popgruppen A-ha
- Paul Weller, brittisk rockmusiker
- Paul "Big Paul" Castellano, amerikansk maffiaboss
- Paul Young, brittisk popsångare

### Fiktiva personer med förnamnet Paul
- Paul Bäumer, huvudperson i Erich Maria Remarques roman På västfronten intet nytt från 1929.[2]

## Personer med efternamnet Paul
- Adolf Paul, svensk författare
- Adrian Paul, amerikansk skådespelare
- Hermann Paul, tysk språkforskare
- Karl-Gustav Paul, svensk universitetsrektor
- Kindred Paul, kanadensisk vattenpolospelare
- Wolfgang Paul, tysk fysiker, mottagare av Nobelpriset i fysik 1989